# Ctenophora ornata
Ctenophora ornata, synonym Cnemoncosis ornata, auch Geschmückte Kammschnake oder Gelbe Kammschnake genannt, ist eine Schnakenart aus der Gattung der Kammschnaken (Ctenophora). Wie alle Schnakenarten können sie nicht stechen.

## Merkmale
Die Schnake wird 20 bis 22 Millimeter lang, die Flügelspannweite liegt bei 30 bis 40 Millimetern. Sie ist auffällig gefärbt: Thorax und Abdomen sind hellbraun bis dunkelrötlich, das 4. und das 5. Abdominalsegment sind matt gelb. Gelb ist auch der Halsring. Am Ende der ansonsten durchsichtigen Vorderflügel befindet sich ein großer dunkler Fleck. Die männlichen Tiere haben lange gekämmte Fühler. Die Fühler sind bei den Weibchen sehr kurz. Ein weiteres Unterscheidungsmerkmal zwischen den Geschlechtern ist, dass bei den Weibchen der Hinterleib zu einem auffälligen Legebohrer (Ovipositor) ausgebildet ist.

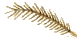
Eine Antenne einer männlichen Kammschnake der Art Ctenophora ornata

Von Ctenophora festiva kann man sie dadurch unterscheiden, dass bei dieser die Flügelflecken kleiner sind. Bei Ctenophora magnifica haben die Hinterbeine dunkle Abschnitte, während bei C. ornata die Beine durchgehend rötlich sind. C. magnifica kommt auch nur in Aserbaidschan und dem nördlichen Iran vor. C. atrata, die Schwarze Kammschnake, ist dunkler gefärbt und hat kleinere Fühler. Die genaue Unterscheidung zwischen den vier in Deutschland und insgesamt 15 in Europa vorkommenden Ctenophora-Arten kann schwierig sein, da innerhalb einer Art die Farbtöne der Segmente variieren können.

## Verbreitung
Von Juni bis August ist Ctenophora ornata in Auwäldern und Ufergebieten anzutreffen. Nachts wird die Art von künstlichen Lichtquellen angezogen. Das Vorkommen ist auf die westliche Paläarktis beschränkt. In Europa ist sie weit verbreitet, jedoch nirgendwo häufig. Regional ist ihr Bestand durch die Zurückdrängung alter Laubwaldbestände, die einen Großteil ihres Lebensraums ausmachen, bedroht, so zum Beispiel in Irland.

## Lebenszyklus
Die Larven leben im Mulm alter Bäume, vor allem Buchen, ernähren sich von diesem und graben dort Gänge. Bäume mit großem Umfang und in fortgeschrittenem Verfallsstadium werden zur Eiablage bevorzugt. Eine weitere Präferenz ist, dass der Ort schattig ist.